# Compsoctena inquinatalis
Compsoctena inquinatalis är en fjärilsart som beskrevs av Walker 1863. Compsoctena inquinatalis ingår i släktet Compsoctena och familjen Eriocottidae. Inga underarter finns listade i Catalogue of Life.